# Інші часи
«Інші часи» — італійська кінокомедія у дев'яти новелах 1952 року, знята режисером Алессандро Блазетті.

## Сюжет
Фільм поєднує у собі кілька не пов'язаних між собою історій, які є переказом книг, що продаються на вулиці старим-букіністом.

## У ролях
- Альдо Фабріці: продавець старих книг
- Піна Ренці: газетяр
- Енцо Стайола: син газетяра
- Луїджі Чімара: джентльмен у відкритій машині
- Маріса Мерліні: дама у відкритій машині
- Галеаццо Бенті: коханець дами
- Маріо Ріва: журналіст
- Манліо Бузоні: комівояжер
- Антоніо Телунг: чоловік, що продає журнали
- Альба Арнова: Прогрес, Матильда
- Карло Маццоні: Мракобісся
- Анна Марія Бульярі: Італія
- Мірда Калніньш Капанна: Світло
- Антоніо Аква: Наука
- Діно Раффаеллі: мистецтво
- Філіппо Моруччі: Алессандро Вольта
- Рейнольдс Паккард: промисловець
- Уго Марі: гравець
- Чезаре Андрі: епізод
- Ада Марі: епізод
- Андреа Чеккі: Камілло
- Луїджі Манара: візник
- Гондрано Труккі: начальник станції
- Бруно Кореллі: офіціант
- Габріеле Тінті: юнак у поїзді
- Сільвіо Баголіні: гід у заповіднику
- Джузеппе Ріканьйо: джентльмен на вокзалі
- Енцо Черузіко: барабанщик
- Вітторіо Вазер: капітан
- Аттіліо Тосато: сержант
- Гвідо Челано: лейтенант-медик
- Уго Сассо: солдат
- Івонн Кокко: черниця
- П'єтро Торді: медбрат
- Альдо Васко: солдат з Ломбардії
- Ванда Тібурзі: селянка
- Анджело Маруссі: австрійський офіцер
- Ріо Нобіле: австрійський офіцер
- Андре Гільдебранд: епізод
- Джанні Луда: епізод
- Уго Хассан: епізод
- Доменіко Мекколі: епізод
- Джузеппе Брунетті: епізод
- Арнольдо Фоа: фермер
- Фолко Луллі: інший селянин
- Маріо Мацца: карабінер
- Мауріціо Ді Нардо: Гвідо
- Джеральдіна Паррінелло: Філлі
- Паоло Стоппа: батько Гвідо
- Ріна Мореллі: мати Гвідо
- Серджо Тофано: дідусь Гвідо
- Джон Моріно: Маддалена, тітка Гвідо
- Маріна Сціаляплін: мати Філлі
- Піна Пйовані: Лючія
- Андреа П'єроні: Джакомо
- Анна Карена: Тереза, покоївка
- Джанкарло Феррандо: Еміліо
- Амедео Наццарі: Андреа Фаббрі
- Еліза Чегані: Джулія Фаббрі
- Рольдано Лупі: Антоніо Серра, коханий Джулії
- Голіарда Сапієнца: Анна, служниця
- Барбара Флоріан: наречена
- Еліо Пандольфі: наречений
- Амалія Пеллегріні: бабуся
- Оскар Андріані: батько
- Клілі Ф'ямма: співачка
- П'єтро Ді Фалько: тенор
- Луїджі Монета: дідусь
- Франко Джамонте: офіцер
- Беніта Серра: маленька дівчинка
- Діна Пербелліні: мати нареченої
- Лучана Д'Авак: жінка у вітальні
- Піно Чір'ячі: дитина у вітальні
- Карло Маццарелла: молодий наречений
- Джан Альдо Беттоні: майор
- Елена Альтьєрі: дружина майора
- Маріо Мольфезі: коханка майора
- Лукреція Канджемі: дама за фортепіано
- Ольга Вітторія Джентіллі: дама в кафе «Шантан»
- Маріса Фіміані: епізод
- Флора Камбі: квіткарка
- Бруно Б'язібетті: наречений
- Альфредо Мартінеллі: Габріеле Д'Аннунціо
- Джина Лоллобриджида: Маріантонія Дезідеріо
- Вітторіо де Сіка: адвокат захисту
- Артуро Брагалья: державний обвинувач
- Джованні Грассо: голова суду
- Турі Пандольфіні: перший реєстратор
- Армандо Аньєнале: другий реєстратор
- Вітторіо Капріолі: чоловік Маріантонії
- Данте Маджо: перший свідок
- Паскуале Кампаньола: другий свідок
- Умберто Сакріпанте: третій свідок
- Карло Маццарелла: четвертий свідок
- Альберто Талегаллі: мер, п'ятий свідок
- Ліана Дель Бальцо: свідок на судовому процесі
- Аміна Пірані Маджі: свідок на судовому процесі
- Альфредо Ріццо: епізод
- Джанні Латіні: епізод
- Альберто Соррентіно: епізод

## Знімальна група
- Режисер: Алессандро Блазетті
- Сценарій: Оресте Б'янколі, Алессандро Блазетті, Віталіано Бранкаті, Гаетано Каранчіні, Сузо Чеккі д'Аміко, Алессандро Контіненца, Італо Драгосеї, Вініціо Марінуччі, Августо Маццетті, Філіппо Меркаті, Брунелло Ронді, Турі Васіле, Джузеппе Дзукка
- Оператор: Карло Монтуорі, Габор Погань
- Композитор: Алессандро Чіконьїні
- Художники: Веньєро Коласанті, Франко Лоллі, Даріо Чеккі
- Монтаж: Маріо Серандреї
- Грим: Франко Фреда